# علجوم الشجر الآسيوي
علجوم الشجر الآسيوي (الاسم العلمي: Pedostibes)، هو جنس من البرمائيات يتبع فصيلة العلاجيم الحقيقية ضمن رتبة الضفادع. تستوطن جنوب الهند وحتى سواحل بورنيو وسومطرة. وتتميز هذه الأنواع باللسان الأبيض والجسم الأفقي، وتحتوي على ستة أنواع.

## الأنواع
| الاسم العلمي والواصف                 | الاسم الشائع                |
| ------------------------------------ | --------------------------- |
| Pedostibes everetti (بولينغير، 1896) | علجوم الشجر الآسيوي إيفيرت  |
| Pedostibes hosii (بولينغر، 1892)     | علجوم الشجر الآسيوي بولينغر |
| Pedostibes kempi (بولينغر، 1919)     | علجوم السجر الآسيوي كيمب    |
| Pedostibes maculatus (موكوارد، 1890) | علجوم الشجر الآسيوي المنقط  |
| Pedostibes rugosus إينغر، 1958       | علجوم الشجر الآسيوي إينغر   |
| Pedostibes tuberculosus غونثير، 1876 | علجوم الشجر الآسيوي المبقع  |